# Tender (boot)

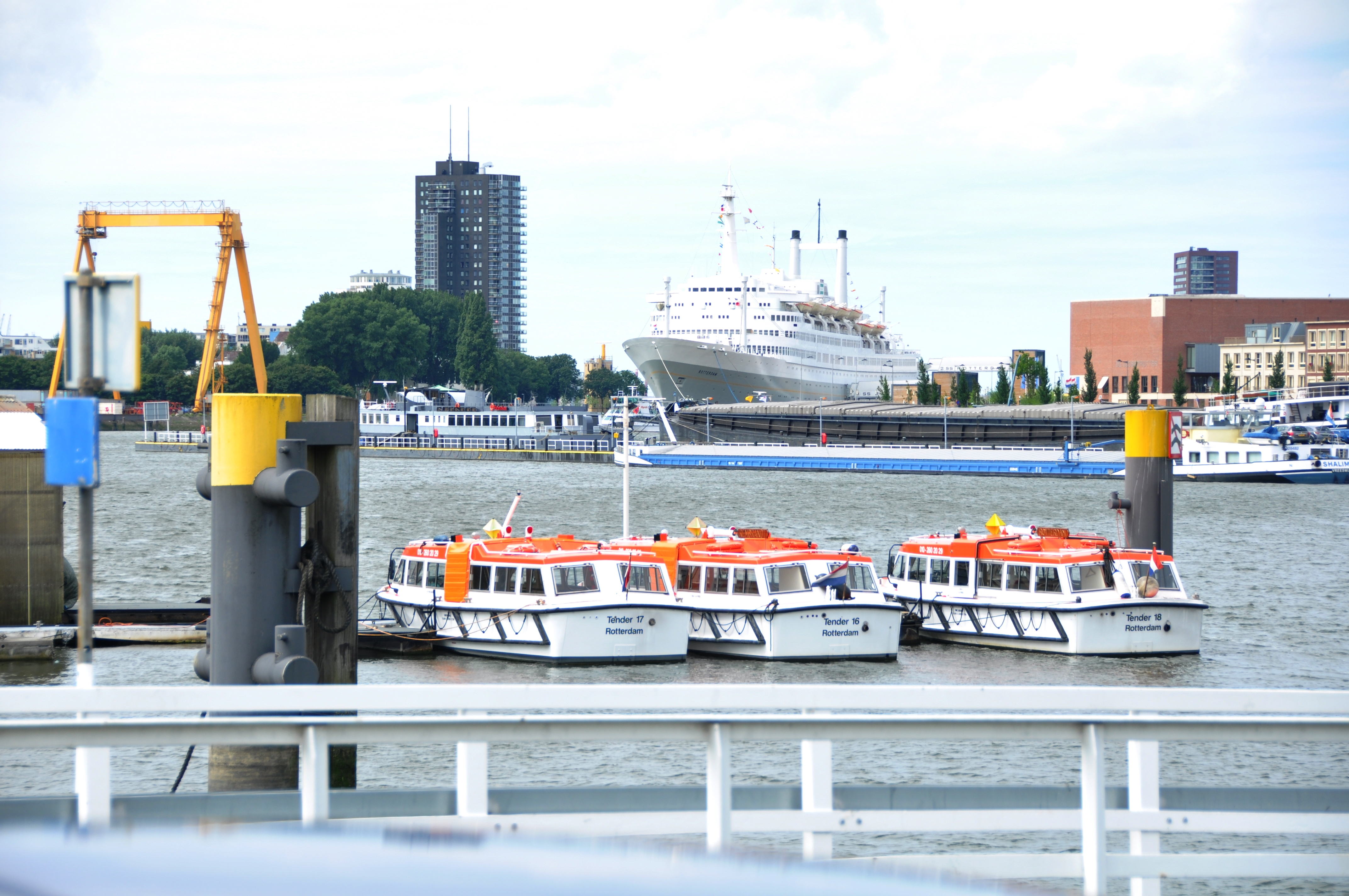
De tenders 16, 17 en 18 van de Rotterdam

Een tender is een schip dat van oudsher diende om post en passagiers met hun handbagage naar een op stroom of op de rede liggend zeeschip te vervoeren.
Tegenwoordig zijn het vaak een aantal speciaal voor dat doel wat zwaarder gemotoriseerde reddingssloepen van de zeegaande passagiersschepen, die als tender worden ingezet.
Zendschepen werden vanaf de vaste wal bevoorraad met olie, onderdelen, post, platen, geluidsbanden en voedsel. Ook nieuwe medewerkers of fans (in die kringen anoraks genoemd) werden met tenders vervoerd, alsmede medewerkers die voor verlof naar de wal mochten. Voor dat doel werden oude visserschepen gebruikt, vooral treilers waren populair.